# Claudine Emonet
Claudine Emonet (ur. 13 lutego 1962 w Sallanches) – francuska narciarka alpejska.

## Kariera
W zawodach Pucharu Świata zadebiutowała w sezonie 1979/1980. Pierwsze punkty wywalczyła 13 stycznia 1982 roku w Grindelwald, gdzie zajęła dziewiąte miejsce w zjeździe. Na podium zawodów tego cyklu pierwszy raz stanęła 15 grudnia 1982 roku w San Sicario, kończąc rywalizację w tej samej konkurencji na drugiej pozycji. W zawodach tych rozdzieliła swą rodaczkę, Caroline Attię i Heidi Wiesler z RFN. W kolejnych startach jeszcze jeden raz stanęła na podium: 20 stycznia 1985 roku w St. Gervais zajęła trzecią pozycję w zjeździe. W sezonie 1982/1983 zajęła 30. miejsce w klasyfikacji generalnej, a w klasyfikacji zjazdu była ósma.
Wystartowała na igrzyskach olimpijskich w Calgary w 1988 roku, gdzie zajęła 17. miejsce w zjeździe, 22. w supergigancie, a kombinacji nie ukończyła. Była też między innymi dziesiąta w zjeździe podczas mistrzostw świata w Vail w 1989 roku.
Jej siostra, Patricia, także była narciarką alpejską.

## Osiągnięcia

### Igrzyska olimpijskie
| Miejsce | Dzień     | Rok  | Miejscowość | Konkurencja | Czas biegu | Strata | Zwyciężczyni  |
| ------- | --------- | ---- | ----------- | ----------- | ---------- | ------ | ------------- |
| 17.     | 19 lutego | 1988 | Calgary     | Zjazd       | 1:25,86    | +2,50  | Marina Kiehl  |
| DNF1    | 21 lutego | 1988 | Calgary     | Kombinacja  | 29,25 pkt  | -      | Anita Wachter |
| 22.     | 22 lutego | 1988 | Calgary     | Supergigant | 1:19,03    | +3,02  | Sigrid Wolf   |

### Mistrzostwa świata
| Miejsce | Dzień       | Rok  | Miejscowość   | Konkurencja | Czas biegu | Strata      | Zwyciężczyni   |
| ------- | ----------- | ---- | ------------- | ----------- | ---------- | ----------- | -------------- |
| 21.     | 3 lutego    | 1985 | Bormio        | Zjazd       | 1:26,96    | +3,80       | Michela Figini |
| 23.     | 4 lutego    | 1985 | Bormio        | Kombinacja  | 18,72 pkt  | +180,61 pkt | Erika Hess     |
| 19.     | 30 stycznia | 1987 | Crans-Montana | Kombinacja  | 15,32 pkt  | +129,25 pkt | Erika Hess     |
| DNF     | 1 lutego    | 1987 | Crans-Montana | Zjazd       | 1:43,80    | -           | Maria Walliser |
| 10.     | 5 lutego    | 1989 | Vail          | Zjazd       | 1:46,50    | +2,11       | Maria Walliser |
| 19.     | 8 lutego    | 1989 | Vail          | Supergigant | 1:19,46    | +1,69       | Ulrike Maier   |

### Puchar Świata

#### Miejsca w klasyfikacji generalnej
- sezon 1981/1982: 53.
- sezon 1982/1983: 30.
- sezon 1983/1984: 60.
- sezon 1984/1985: 44.
- sezon 1985/1986: 73.
- sezon 1986/1987: 77.
- sezon 1988/1989: 35.
- sezon 1989/1990: 70.

#### Miejsca na podium
1. San Sicario – 15 grudnia 1982 (zjazd) – 2. miejsce
2. St. Gervais – 20 stycznia 1985 (zjazd) – 3. miejsce